# Melitta Berg
Melitta Berg, de son vrai nom Melitta Killenberger (* 21 mars 1939 à Singen (Hohentwiel)) est une chanteuse de schlager allemande, connue dans les années 50.

## Succès
- 1958 Die Glocken von Cornwall/Ich muss dich wiedersehn
- 1958 Tröste mich, Peter/Das wäre wunderbar
- 1958 Ob er mich noch liebt/Dario
- 1959 Nur du, du, du allein/Wo ist das Land
- 1959 Die Liebe zu dir/Wunderbar
- 1959 Unser Wiedersehn/Deine Welt
- 1960 Romantica/Amigo
- 1960 Unsere Liebe/Bis ans Ende der Welt
- 1960 Mein Herz ist dein/Domenico
- 1961 Du bist da/Ein kleiner gold'ner Ring
- 1961 Er war ein Matrose/Wenn du bei mir bist
- 1962 Eine Rose aus Santa Monica/Piccolo, kleiner Piccolo
- 1965 Nur du, du du allein/Die Liebe zu dir